# 21571 Негелі
21571 Негелі (21571 Naegeli) — астероїд головного поясу, відкритий 14 вересня 1998 року.
Тіссеранів параметр щодо Юпітера — 3,383.